# 姚與成
姚與成（14世紀—14世紀），江西吉安府泰和縣秀溪人，明朝政治人物。

## 生平
姚與成和同科進士曾克偉都是居住在秀溪，與成七歲時長者曾命他對聯，上聯為：「階前文武花初發。」他立即回答：「山上君臣藥已生。」聽者都覺得驚奇；洪武二十年（1387年）二人同中舉人，次年（1388年）聯捷進士，他獲授戶部主事，巡按直隸各府有廉能名聲，回朝歸奏稱旨，獲賜圖書和宴會，二十七歲去世。

## 引用
1. 1 2  同治《泰和縣志·卷十六·列傳》：姚與成，與曾克偉同居秀溪，七歲時長者命對，曰：「階前文武花初發。」即應聲云：「山上君臣藥已生。」聞者駭賞，十九年【二十年】與克偉同鄉舉，明年又同登第，與成授戶部主事，出按直隸諸郡有廉能聲，歸奏對稱旨，賜圖書宴賚特厚，卒年二十七。
2. ↑  同治《泰和縣志·卷十一·選舉》：洪武二十年 丁卯 鄉試 姚與成 秀溪人，進士，見萬厯志……洪武二十一年 戊辰 任泰亨榜……姚與成 戶部主事，有傳